# Satzdorfer See

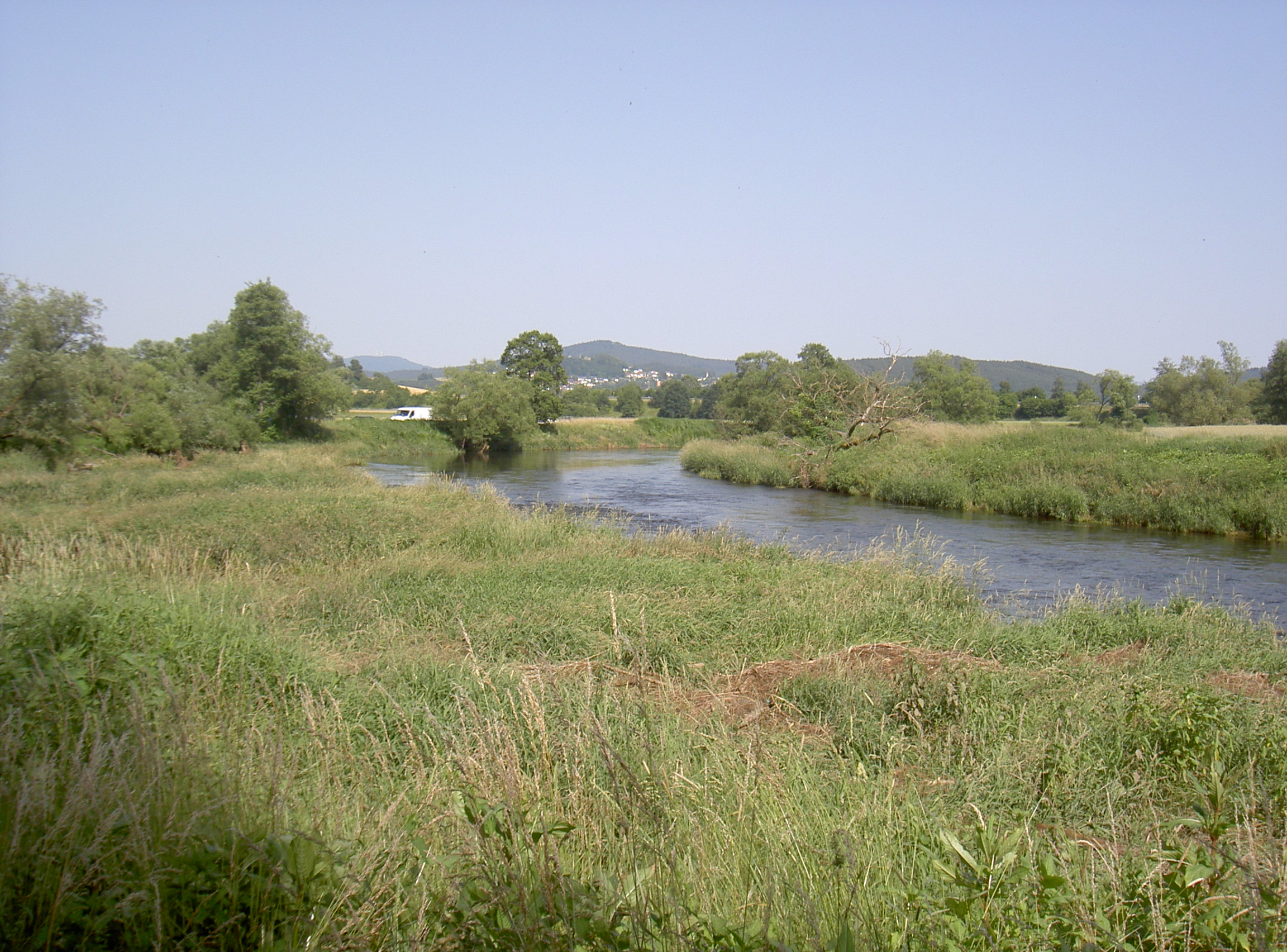
Regen beim Satzdorfer See

Der Satzdorfer See ist ein 1971 aus einer aufgelassenen Kiesgrube entstandener Bade- und Angelsee beim Dorf Satzdorf der Gemeinde Runding im Oberpfälzer Landkreis Cham.

## Geographische Lage
Der Satzdorfer See liegt südlich der Bahnstrecke Cham–Bad Kötzting, 600 Meter südwestlich von Satzdorf und 2,6 Kilometer östlich von Cham. Von Satzdorf aus ist der See über eine kleine Stichstraße erreichbar, die auf einem Parkplatz 200 Meter nordöstlich des Seeufers endet.
Im Süden und Osten schlängelt sich der Regen um den Satzdorfer See. See und Fluss sind nur durch einen 60 Meter breiten Uferstreifen getrennt. Im Norden ist der See von Altwassern des Chamb umgeben. Der Uferstreifen ist hier nur knapp 50 Meter breit. Um den See herum führt ein 2 Kilometer langer Wanderweg, der auch für Fahrräder geeignet ist.

## Geschichte
Auf dem Gebiet des Satzdorfer Sees befand sich die erste Kiesgrube des Josef Rädlinger Bauunternehmens. Als 1971 die Kiesvorräte erschöpft waren, wurde das gesamte Gebiet von der Firma Rädlinger zu einem Naturschutz- und Erholungsgebiet umgestaltet. Es wurden Bäume, Büsche und Hecken gepflanzt. In den See, der über das Grundwasser gespeist wird, wurden Fische eingesetzt. Die Insel im See dient als geschütztes Brutgebiet für einheimische Tier- und Vogelarten.

## Freizeitmöglichkeiten
Den Satzdorfer See umgeben Liegewiesen und ein Natur- und Freizeitpfad. Er kann von der Bevölkerung zum Baden, Angeln und Zelten genutzt werden. Der Zutritt ist kostenlos. Angeln und Zelten wird durch die Gemeinde Runding organisiert. Es gibt eine Toilettenanlage und Abfallcontainer. Außerdem gibt es ein grünes Klassenzimmer und einen Platz der Bewegung mit natürlichen Sportgeräten.